# Harriet Taylor Mill
Harriet Taylor Mill, de soltera Harriet Hardy (Londres, 8 d'octubre de 1807−Avinyó, 3 de novembre de 1858), fou una filòsofa anglesa defensora dels drets de les dones. El seu segon marit va ser John Stuart Mill, un dels pensadors per excel·lència del segle xix.
El seu corpus existent d'escriptura és molt petit, i és recordada per la seva gran influència sobre John Stuart Mill.

## Obra
Tret d'alguns articles publicats en el diari anglès Monthly Repository, Taylor va publicar poques obres pròpies al llarg de la seva vida. No obstant això, va llegir i comentar tot el material produït per John Stuart Mill (que, en la seva autobiografia, va afirmar que Harriet fou la coautora de la majoria dels llibres i articles que van ser publicats sota el seu nom, afegint que «quan dues persones tenen del tot en comú el seu pensament i les seves especulacions, és de poca importància, en relació amb la qüestió de l'originalitat, qui d'ells dos sosté la ploma».
Harriet i Taylor també van escriure junts Early Essays on Marriage and Divorce (traduït com Els primers assajos sobre el matrimoni i el divorci) l'any 1832.

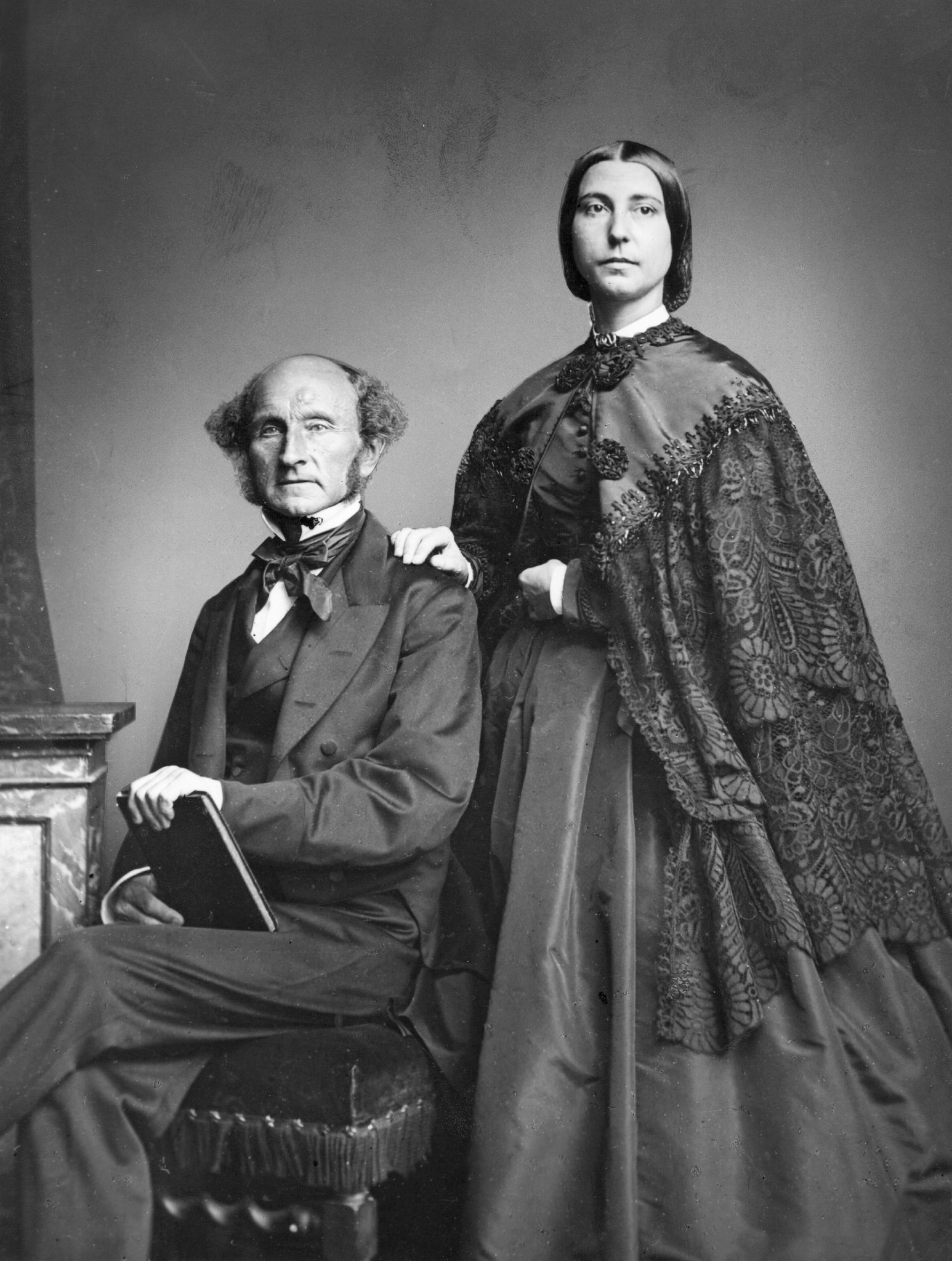
John Stuart Mill amb Helen Taylor, filla de Harriet Taylor.

Una carta escrita per Mill l'any 1854 suggereix que Taylor era refractària a ser descrita com a coautora dels seus llibres i articles per la possible resposta a un text filosòfic que fos publicat només sota el nom de Mill en comparació al fet que hagués sigut publicat sota el nom d'ambdós autors.
Mill solia referir-se a ella com una contribuent molt valuosa per a gran part de la seva obra, especialment en el llibre titulat Sobre la llibertat), obra que dedicaria a Taylor quan fou publicat el 1859, un any més tard de la seva mort.